# Fuberidazol
Fuberidazol – organiczny związek chemiczny, pochodna benzimidazolu i furanu. Wykorzystywany do ochrony roślin przed grzybami (fungicyd).